# My Rainbow Race
My Rainbow Race ist ein Lied des US-amerikanischen Folk-Sängers Pete Seeger. Es wurde 1973 auf seinem Album Rainbow Race veröffentlicht. Eine norwegische Version des Liedermachers Lillebjørn Nilsen unter dem Titel Barn av regnbuen (Kinder des Regenbogens) erschien im selben Jahr. Sie belegte für 11 Wochen den ersten Platz der norwegischen Charts und ist seitdem vor allem als Kinderlied beliebt.

## Öffentliches Singen in Oslo
Am 26. April 2012 spielte Nilsen das Lied auf dem Youngstorget in Oslo. Dies war eine Reaktion auf eine Aussage des Attentäters Anders Behring Breivik während seines Gerichtsprozesses nach den Anschlägen in Norwegen 2011: er hatte das Lied, das Frieden und die Gleichheit aller Menschen propagiert, als „marxistische“ Propaganda bezeichnet, die zur „Gehirnwäsche“ norwegischer Kinder eingesetzt werde. Auf einen Aufruf auf Facebook hin versammelten sich in Oslo und anderen Städten Norwegens über 40.000 Menschen zum gemeinsamen Singen des Liedes. An der Veranstaltung nahmen auch die Kulturministerinnen und -minister Norwegens, Finnlands, Islands, Dänemarks und der Färöer – Anniken Huitfeldt, Paavo Arhinmäki, Katrín Jakobsdóttir, Uffe Elbæk, Bjørn Kalsø – und Halldór Ásgrímsson, der Generalsekretär des Nordischen Ministerrates, teil.
Pete Seeger zeigte sich gerührt über die Wirkung, die sein Lied in Norwegen entfaltete, und ließ der versammelten Menge durch Nilsen ausrichten, dass er ihnen Glück wünsche. Am 3. Mai, seinem 93. Geburtstag, sang er das Lied in einem inoffiziellen Rahmen und ließ Nilsen eine Videoaufnahme davon zukommen, die dieser auf seiner Website veröffentlichte.